# Roca Bellera
La Roca Bellera, més coneguda com a Puig Murrià, és una muntanya de 821 metres que es troba entre els municipis de la Vall d'en Bas i de les Preses, a la comarca catalana de la Garrotxa.